# شب تاریک روح
شب تاریک روح (انگلیسی: Dark Night of the Soul) آلبومی مشترک از دنجر ماوس و اسپارکلهورس است که سال ۲۰۱۰ منتشر شد.
هنرمندان زیادی در اجرا و تهیهٔ ترانه‌های این آلبوم نقش داشتند، کسانی نظیر جیمز مرسر (گروه شینز)، وین کوین (فلیمینگ لیپز)، گراف ریس (سوپر فری انیمالز)، جیسون لایتل (گرن‌ددی)، جولین کازابلانکاس (استروکز)، بلک فرانسیس (پیکسیز)، ایگی پاپ، نینا پرشون (کاردیگنز)، سوزان وگا، ویک چسنات، دیوید لینچ و اسکات اسپیلن (نیوترال میلک هتل و جربیلز).
همراه آلبوم کتاب عکسی نیز در تیراژ محدود توسط دیوید لینچ منتشر شد که گفته می‌شود روایتی تصویری از موسیقی آلبوم است.

## فهرست ترانه‌ها
| شماره | نام                                                      | مدت  |
| ----- | -------------------------------------------------------- | ---- |
| ۱.    | «انتقام» (با حضور فلیمینگ لیپز)                          | ۴:۵۲ |
| ۲.    | «فقط جنگ» (با حضور گراف ریس)                             | ۳:۴۴ |
| ۳.    | «جیکوب» (با حضور جیسون لایتل)                            | ۳:۵۲ |
| ۴.    | «دختر کوچولو» (با حضور جولین کازابلانکا)                 | ۴:۳۳ |
| ۵.    | «چنگ فرشته» (با حضور بلک فرانسیس)                        | ۲:۵۷ |
| ۶.    | «درد» (با حضور ایگی پاپ)                                 | ۲:۴۹ |
| ۷.    | «چشمان ستاره‌ای (دستم نمی‌رسد به‌شان)» (با حضور دیوید لینچ) | ۳:۱۰ |
| ۸.    | «هر گاه که با توام» (با حضور جیسون لایتل)                | ۳:۰۹ |
| ۹.    | «لالایی دیوانه» (با حضور جیمز مرسر)                      | ۳:۱۲ |
| ۱۰.   | «بابا رفته» (با حضور مارک لینکوس و نینا پرسن)            | ۳:۰۹ |
| ۱۱.   | «مردی که خدا را به بازی گرفت» (با حضور سوزان وگا)        | ۳:۰۹ |
| ۱۲.   | «پیش‌آگاهی شوم» (با حضور ویک چسنات)                       | ۲:۳۲ |
| ۱۳.   | «شب تاریک روح» (با حضور دیوید لینچ)                      | ۴:۳۸ |